# Fiskerinäring
Fiskerinäringen består av yrkesmässigt fiske av fisk, skaldjur och andra havslevande djur. Förädling av fisk är också ett viktigt område. Alla länder inom EU har fått begränsa fisket då till exempel torsken höll på att fiskas ut i många bestånd. EU bestämmer hur stora fiskekvoter varje fiskare har. De får vare sig inte överstiga sin kvot eller fiska alltför små fiskar enligt EU:s regler för minimimåtten på fångstfisk.

## Fiskenäringen i Sverige

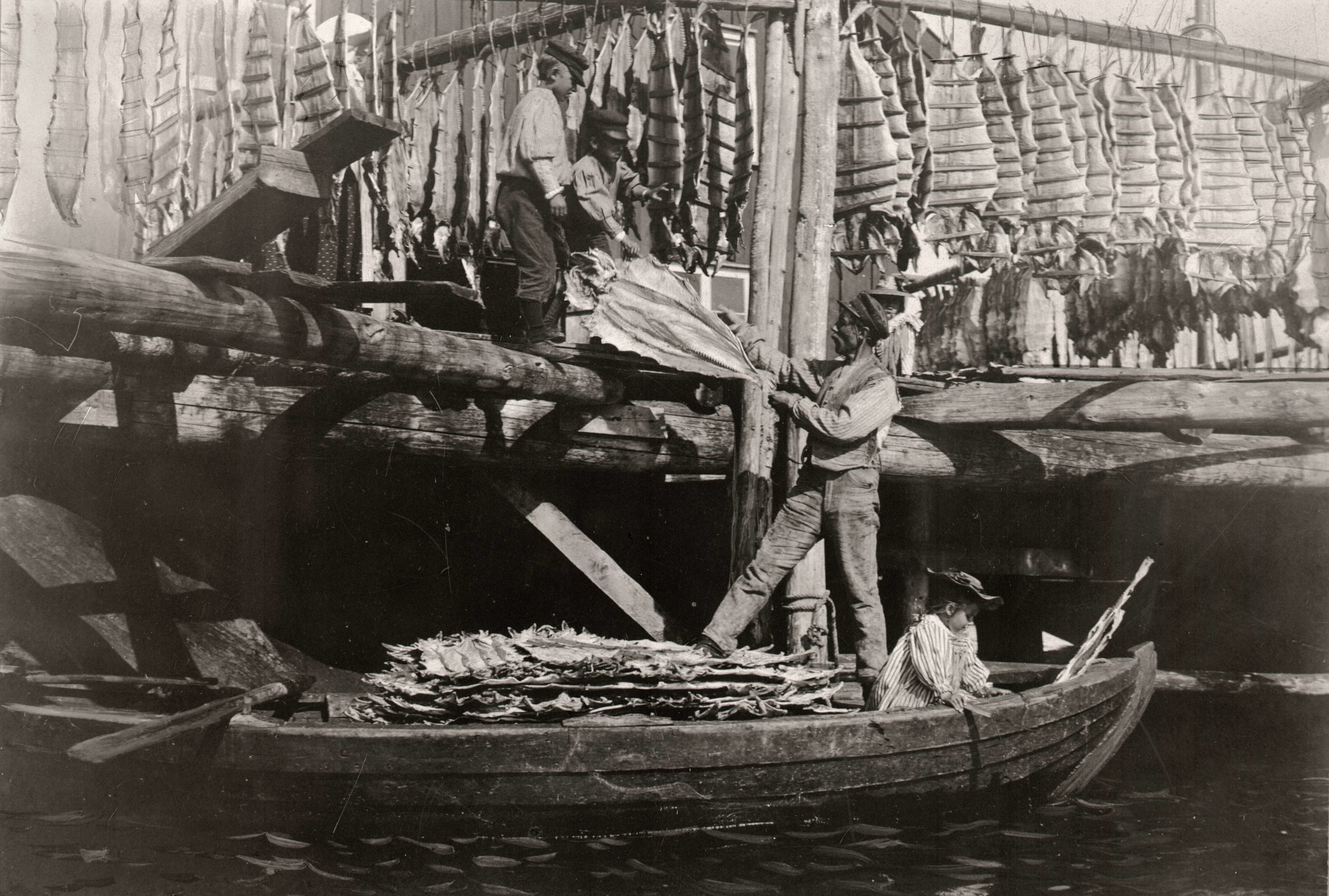
Fiskeläget Mollösund, 1899.

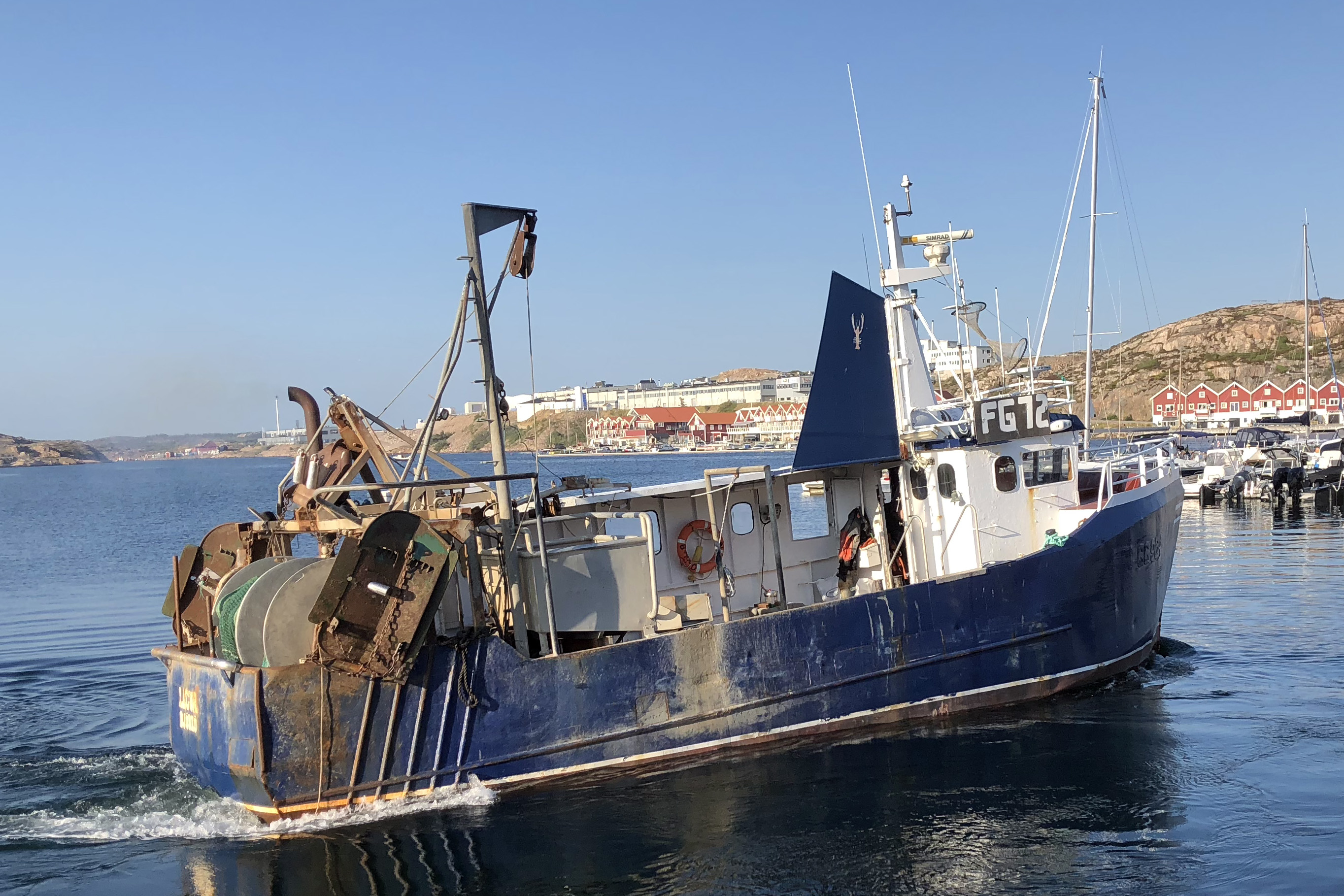
Fiskebåt i Hasselösunds hamn, 2018.

Antalet yrkesfiskare i Sverige var år 1938 omkring 14000 personer. År 2006 fanns det totalt 1 881 personer som hade yrkesfiskelicens.[källa behövs] Den totala sysselsättningen var dock högre eftersom alla de som förvärvsarbetar ombord på fiskefartyg inte har licens. Näringen domineras av småföretag och år 2015 fanns det 968 företag som sysslade med yrkesfiske. En växande tjänst inom fiskerinäringen är att vara fiskeguide.
Statlig myndighet som reglerar fisket är Havs- och vattenmyndigheten, medan Jordbruksverket ansvarar för att skapa mer gynnsamma förhållanden för näringen. Enligt Jordbruksverket var Sverige år 2019 ett av de europeiska länder med högst fiskkonsumtion per person. För Sverige är fisket en liten näring i jämförelse med skogsbruket eller jordbruket. Trots det fångas det varje år fisk och skaldjur för en miljard kronor.[källa behövs] De viktigaste arterna är skarpsill, sill, torsk, makrill och räkor. Sverige har långa fiskrika kuststräckor som Skagerrak, Kattegatt och Östersjön. 75 procent av all fångst är foderfisk som sill/strömming och skarpsill. Foderfisk mals till fiskmjöl som sedan blir mat åt odlade fiskar som regnbåge eller lax.
Den svenska fiskeflottan kan indelas i följande tre huvudgrupper:
- Fiske med trål efter pelagiska arter (sill/strömming, skarpsill, makrill, siklöja och blåvitling.
- Fiske med trål efter torsk och bottenlevande arter som rödtunga, räka, och havskräfta.
- Övrigt fiske, med redskap som fisknät, ryssjor, burar och långrev efter torsk, lax, rödspätta, flundra, gös, gädda, abborre, sik, ål, havskräfta, sjurygg, pigghaj, piggvar, makrill och sill/strömming.[3]

## Fiskindustri och relaterade näringar

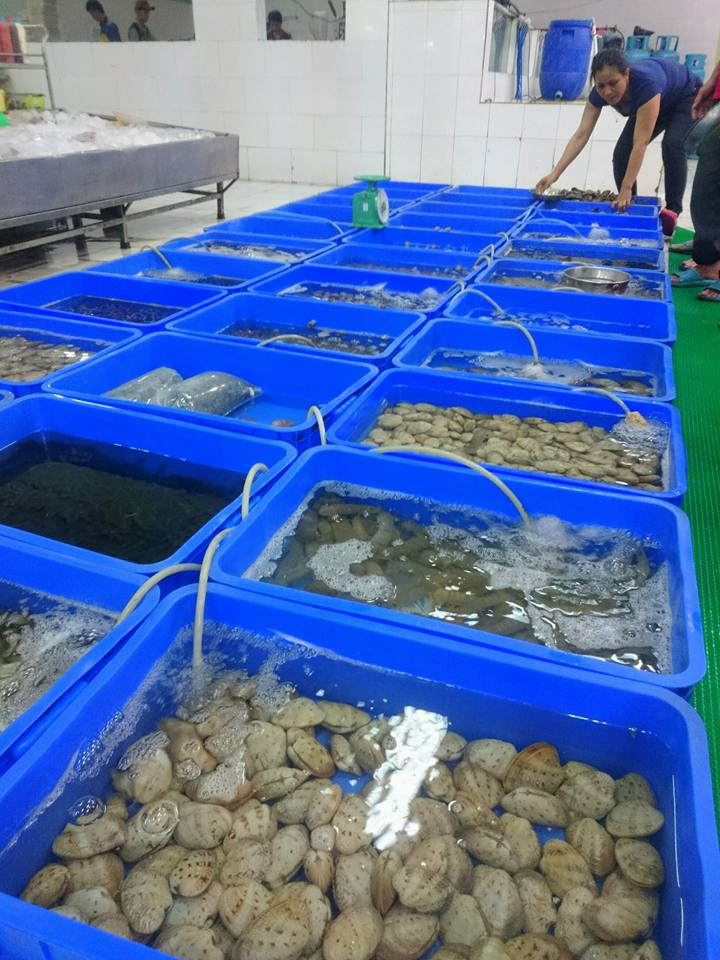
Försäljning i Vietnam

Själva fisket ger också sysselsättning för flera andra näringar. Där ingår förpackningsindustri, tillverkning av fiskmjöl och (andra) fisk-/skaldjursrelaterade livsmedel samt restaurangbranschen. 

## Fiskfångst per land
Tabellen visar mängden av fiskar, inklusive kräftdjur, bläckfiskar, musslor och havstång, men utan havslevande däggdjur.
| Land           | 1968     | 1972     | 1978     |
| -------------- | -------- | -------- | -------- |
| Europa         |          |          |          |
| Belgien        | 68,4     | 59,0     |          |
| Danmark1       | 1 633,1  | 1 650,9  | 2 131,9  |
| Finland        | 92,7     | 67,0     |          |
| Frankrike      | 793,6    | 783,0    | 795,6    |
| Irland         | 53,1     | 92,0     |          |
| Island         | 600,7    | 726,5    | 1 579,0  |
| Italien        | 363,8    | 414,4    | 402,0    |
| Jugoslavien    | 44,9     | 49,3     |          |
| Nederländerna  | 323,3    | 348,3    | 324,4    |
| Norge          | 2 804,1  | 3 162,9  | 2 647,1  |
| Polen          | 406,7    | 544,0    | 571,4    |
| Portugal       | 506,4    | 436,7    | 254,5    |
| Sovjetunionen  | 6 082,1  | 7 756,9  | 8 929,6  |
| Spanien        | 1 503,1  | 1 616,9  | 1 379,9  |
| Storbritannien | 1 040,3  | 1 081,5  | 1 039,8  |
| Sverige        | 317,0    | 226,7    |          |
| Västtyskland   | 685,6    | 423,0    | 422,4    |
| Östtyskland    | 303,0    | 323,3    | 200,6    |
| Afrika         |          |          |          |
| Marocko        | 219,4    | 246,5    | 292,2    |
| Nigeria        |          |          | 518,6    |
| Sydafrika      | 2 200,4  | 1 153,3  | 627,9    |
| Amerika        |          |          |          |
| Argentina      | 223,0    | 238,2    | 537,3    |
| Brasilien      | 495,2    | 589,9    | 858,0    |
| Chile          | 1 376,1  | 792,0    | 1 698,5  |
| Ecuador        |          |          | 475,5    |
| Kanada         | 1 498,7  | 1 169,1  | 1 406,8  |
| Mexiko         | 365,8    | 459,2    | 752,5    |
| Peru           | 10 520,3 | 4 768,3  | 3 364,8  |
| USA            | 2 441,9  | 2 649,5  | 3 511,7  |
| Asien          |          |          |          |
| Filippinerna   | 944,6    | 1 131,9  | 1 558,4  |
| Indien         | 1 526,0  | 1 637,3  | 2 367,9  |
| Indonesien     | 1 159,0  | 1 267,8  | 1 655,0  |
| Japan          | 8 670,4  | 10 272,6 | 10 752,2 |
| Kina           |          |          | 4 660,0  |
| Nordkorea      |          |          | 1 600,0  |
| Sydkorea       | 841,1    | 1 338,6  | 2 350,8  |
| Vietnam2       | 410,0    | 677,7    | 1 013,5  |

1 inklusive Färöarna

2 1968 och 1972 endast Sydvietnam

## Källhänvisningar
1. ↑  
Lovisa Herold (13 november 2019). ”Forskare: Yrkesfiskare på väg att dö ut”. Dagens Nyheter. Arkiverad från originalet den 13 november 2019. https://web.archive.org/web/20191113074233/https://www.dn.se/ekonomi/forskare-yrkesfiskare-pa-vag-att-do-ut/. Läst 13 november 2019.
2. 1 2  ”Yrkesfiske”. Jordbruksverket. Arkiverad från originalet den 11 januari 2018. https://web.archive.org/web/20180111224113/http://www.jordbruksverket.se/amnesomraden/landsbygdfiske/branscherochforetagande/yrkesfiske.4.39da9f0113cb389bda880002698.html. Läst 11 januari 2018.
3. ↑  Fiskeriverket om Fiskerinäringen Arkiverad 29 juni 2007 hämtat från the Wayback Machine.
4. ↑  ”Fischfang” (på tyska). Schlag nach!: 100000 Tatsachen aus allen Wissensgebieten. Fachrekationen des Bibliographischen Instituts & Springer-Verlag. 2012. sid. 511